# Owsley B. Frazier Stadium
Le Owsley B. Frazier Stadium est un stade omnisports américain (servant principalement pour le soccer et la crosse) situé dans la ville de Louisville, dans le Kentucky.
Le stade, doté de 2 000 places et inauguré en 2007, appartient à l'Université Bellarmine et sert d'enceinte à domicile à l'équipe universitaire des Knights de Bellarmine (pour le soccer, la crosse, le hockey sur gazon et l'athlétisme).

## Histoire
Le stade ouvre ses portes en 2007 après environ 1 an et demi de travaux (pour un coût de 5,1 millions $). Il est inauguré le 24 août 2007 lors d'un match de soccer féminin des Knights de Bellarmine.

## Installations
Le gazon artificiel du stade a un marquage permanent fait pour le soccer, le hockey sur gazon et la crosse.
Un système de drainage est intégré au terrain pour permettre des matchs dans toutes les conditions météorologiques. Le terrain est nommé le Joseph P. and Janet A. Clayton Field.
Un système d'éclairage est tourné vers le terrain.
La piste d'athlétisme de 400 mètres est faite de huit voies, et comprend trois zones de saut en longueur, deux zones de saut à la perche et une zone de saut en hauteur.